# Stephen Silas
Stephen Silas (ur. 1973 w Bostonie) – amerykański trener koszykówki. Syn koszykarza i trenera Paula Silasa. Od 2023 asystent trenera Detroit Pistons.
Od 30 października 2020 trener główny zespołu NBA Houston Rockets. 
Ostatnie trzy lata (2018–2020) spędził jako asystent trenera Ricka Carlisle'a w Dallas Mavericks. 5 czerwca 2023 dołączył do sztabu trenerskiego Detroit Pistons.